# Pseudepidalea pseudoraddei
Pseudepidalea pseudoraddei är en groddjursart som först beskrevs av Mertens 1971.  Pseudepidalea pseudoraddei ingår i släktet Pseudepidalea och familjen paddor. IUCN kategoriserar arten globalt som livskraftig. Inga underarter finns listade i Catalogue of Life.